# Universidade da Califórnia em Davis
Universidade da Califórnia em Davis (também conhecida como UCD, UC Davis ou Davis), é uma universidade pública de pesquisa e um dos 10 campi do sistema da Universidade da Califórnia (UC). Está localizado em Davis, Califórnia, a oeste de Sacramento, e tem a terceira maior inscrição no sistema da UC, após a UCLA e a UC Berkeley. A universidade foi rotulada como uma das "Ivy Públicas", uma universidade com financiamento público, considerada com qualidade de educação comparável à da Ivy League.
A Fundação Carnegie classifica a UC Davis como uma universidade abrangente de pesquisa de doutorado com um programa médico e uma atividade de pesquisa muito alta. A faculdade da UC Davis inclui 23 membros da Academia Nacional de Ciências, 25 membros da Academia Americana de Artes e Ciências, 17 membros do Instituto de Direito Americano, 14 membros do Academia Nacional de Medicina e 14 membros da Academia Nacional de Engenharia. Entre outras honras, professores universitários, ex-alunos e pesquisadores ganharam o Prêmio Nobel da Paz, a Medalha Presidencial da Liberdade, o Prêmio Pulitzer, a MacArthur Fellowship, a Medalha Nacional de Ciências, o Prêmio Planeta Azul e o Prêmio Presidencial de Carreira Precoce para Cientistas e Engenheiros.
A universidade se expandiu ao longo do século passado para incluir programas de pós-graduação e profissionais em medicina (que inclui o Centro Médico UC Davis), direito, medicina veterinária, educação, enfermagem e gestão empresarial, além de 90 programas de pesquisa oferecidos pelo UC Davis Estudos de Graduação. A Escola de Medicina Veterinária da UC Davis é a maior dos Estados Unidos e ficou em primeiro lugar na nação por dois anos consecutivos, 2015 e 2016.